# Degnepoll
Degnepoll ou Deknepollen é uma aldeia no município de Vågsøy em Sogn og Fjordane concelho, Noruega.